# Eikä vielä ole edes ilta
Eikä vielä ole edes ilta is een album van de Finse band Apulanta. Het album is uitgebracht in 2007.

## Tracklist
1. Viisaus ei asu meissä - 3:06
2. Karman laina - 3:12
3. Kaivo - 3:25
4. Näytelmä - 3:53
5. Eikä vielä ole edes ilta - 4:10
6. Trauma - 4:23
7. Koneeseen kadonnut - 4:11
8. Väistö - 4:55
9. Nimensä alle - 4:45
10. Ylijäämävalumaa - 3:42